# فرد كيرنان
فرد كيرنان (بالإنجليزية: Fred Kiernan)‏ (7 يوليو 1919 بدبلن في جمهورية أيرلندا - 1 ديسمبر 1981 بساوثهامبتون في المملكة المتحدة) هو لاعب كرة قدم أيرلندي في مركز حراسة المرمى. شارك مع منتخب جمهورية أيرلندا لكرة القدم. أما مع النوادي، فقد لعب مع نادي دوندالك ونادي ساوثهامبتون ونادي سليغو روفرز ونادي شامروك روفرز ونادي شيلبورن ويوفل تاون ودوري أيرلندا الحادي عشر ‏.

## وصلات خارجية
- فرد كيرنان على موقع قاعدة بيانات كرة القدم.إي يو (الإنجليزية)